# Psarocolius bifasciatus
El cacique de Pará, conoto del Pará u oropéndola oliva (Psarocolius bifasciatus) es una especie de ave paseriforme de la familia Icteridae que habita Colombia, Perú , Ecuador y Brasil.

## Hábitat
Vive en el dosel del bosque húmedo de tierra firme, en los bordes del bosque y claros arbolados adyacentes, por debajo de los 200 m de altitud.

## Descripción
Presenta dimorfismo sexual. El macho mide entre 47 y 53 cm (centímetros) de longitud y pesa 550 g, mientras que la hembra es más pequeña, mide entre 41 y 43 cm de longitud y pesa 260 g (gramos). Presenta una carúncula en las mejillas de color entre rojo y rosado. Su iris es de color marrón, el pico es negro con punta de color anaranjado. La cabeza, la nuca, el cuello, los hombros y el pecho son de color negruzco en la subespecie P. p. bifasciatus, oliva oscuro en P. p. neivae y verde oliva brillante en P. p. yuracares; el dorso, las alas y el vientre son de color castaño; las rectrices exteriores son de color amarillo y la cola parece toda de color amarillo desde abajo.

## Alimentación
Se alimenta principalmente de frutos y semillas, pero es omnívoro y puede comer pequeños vertebrados, insectos grandes y néctar.

## Reproducción
Construye un nido en forma de bolsa de 60 a 180 cm de largo, hecha de fibras tejidas y colgada de alguna rama en lo alto de un árbol, en medio de colonias de anidación. La hembra pone dos huevos.